# Операція «Багратіон»

Білоруська операція 1944

Операція «Багратіон» або Білоруська операція (1944) — одна з найбільших стратегічних наступальних операцій радянських військ в роки Другої світової війни.
Операція «Багратіон» була проведена 22 червня — 29 серпня 1944 в Білорусі військами 1-го Прибалтійського фронту (командувач — генерал армії І. Баграмян), 3-го Білоруського (командувач — генерал-полковник І. Черняховський), 2-го Білоруського (командувач — генерал-полковник І. Захаров) і 1-го Білоруського (командувач — генерал армії К. Рокоссовський) фронтів за участю частин 1-ї Польської армії, за підтримки авіації далекої дії, Дніпровської військової флотилії.
Успішний наступ радянських військ призвів до повного краху групи армій «Центр» і втрати 28 з'єднань вермахту.

## Підготовка операції

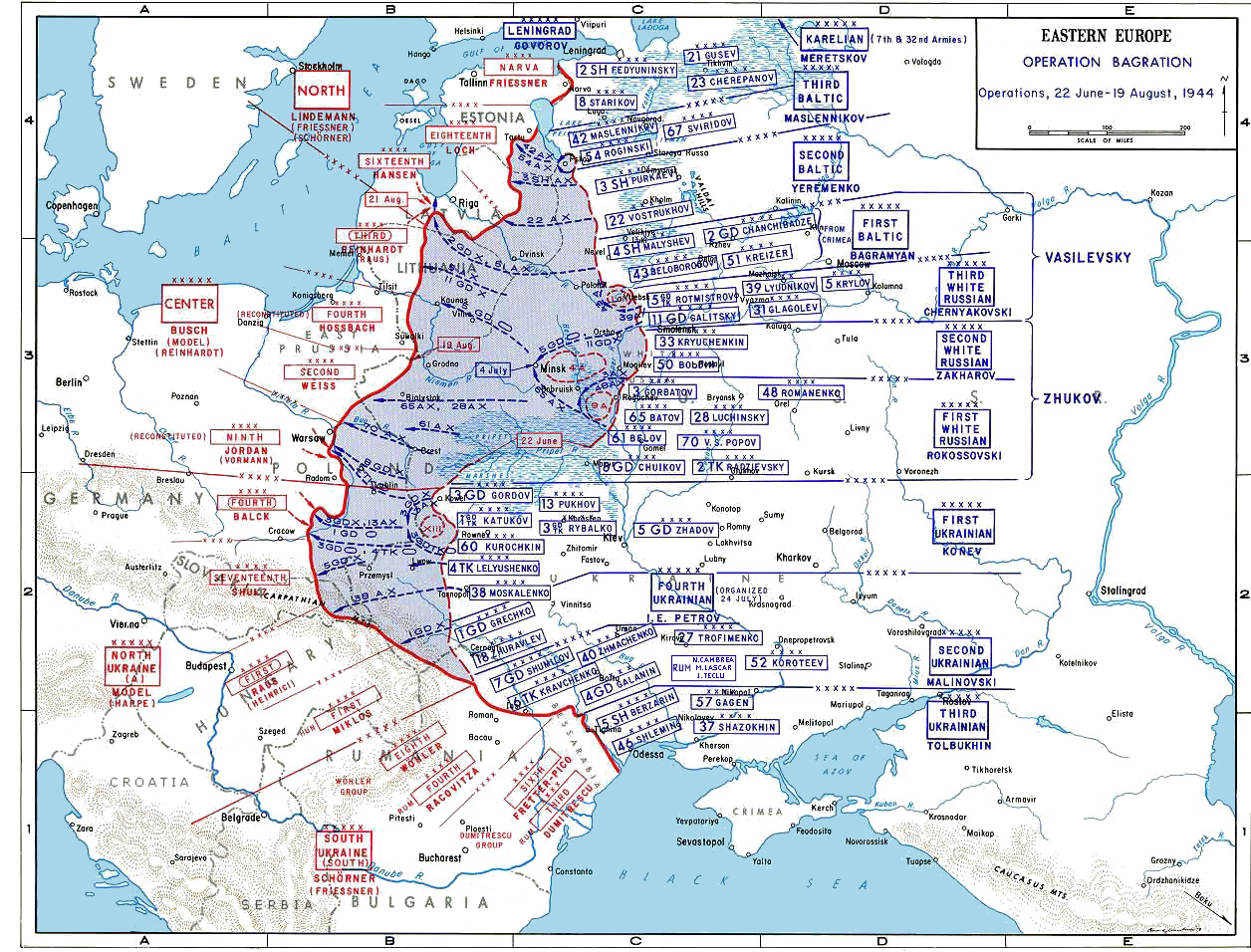
Дислокація військ

Прикриваючи Східно-Прусський та Варшавсько-Берлінський напрями, німецьке командування зосередило в Білорусі групу армій «Центр» (3-тя танкова, 4-та, 9-та та 2-га армії), частину сил 16-ї армії з групи армій «Північ» та 4-ї танкової армії з групи армій «Північна Україна» — всього до 66 дивізій (понад 1,2 млн чоловік, 10 тис. гармат, понад 1000 танків та штурмових гармат і до 1400 літаків).
ОКГ очікувало, що радянські війська почнуть наступ влітку 1944 року. Ставка розглянула низку варіантів. Рішення про загальний графік операцій в період з червня по серпень було прийнято до 28 квітня 1944 року. Ставка відхилила наступ у районі Львова або у секторі Ясси-Кишинів через наявність потужних мобільних сил ворога, рівних за силою радянським на стратегічних фронтах. Замість цього було запропоновано чотири варіанти: наступ у Румунії і через Карпати, величезний наступ на заході Української РСР, наступ спрямований на узбережжя Балтійського моря, напад в Прибалтиці і Білоруській РСР. Перші два варіанти були відкинуті як надто амбітні і відкриті для флангової атаки. Третій варіант був відхилений на підставі, що ворог був дуже добре підготовлений. Єдиним безпечним варіантом був наступ у Білорусі, який дозволив би подальший наступ з України до Польщі і Румунії.
Як радянське, так і німецьке командування визнавало Західну Україну як плацдарм для наступу в Польщі. Радянське командування, знаючи, що супротивник буде очікувати цього, розпочало комплекс кампанії маскування, щоб захопити німецькі бронетанкові війська зненацька шляхом створення кризи в Білорусі, яка змусила б німців переміщати свої потужні танкові сили на центральній ділянці фронту для підтримки групи армій «Центр». Задум Ставки Верховного Головнокомандування Радянської Армії полягав у тому, щоб силами чотирьох фронтів прорвати оборону противника, оточити і знищити його флангові (вітебське і бобруйське) угруповання, після чого ударами по збіжних напрямах оточити і знищити основні сили ворога на Схід від Мінська. Це було основною метою операції «Багратіон».
Для того, щоб максимально підвищити шанси на успіх, маскування було подвійним блефом. Радянське командування залишило чотири танкові армії в Львівсько-Перемишльській області, і дозволило німецькому командуванню бути повною мірою обізнаними про їх присутність. Напад радянських військ в Румунії в квітні-червні 1944 переконав німецьке командування, що сили країн Осі в Румунії необхідно вивести і сконцентрувати німецьку оборону і в південній частині Польщі, а також розвернути німецькі війська в районі Львова. Після наступу проти групи армій «Центр», німецькі бронетанкові війська змушені будуть переведені на північ в Білорусь з Польщі та Румунії, попри наявність потужної концентрації радянських сил, які загрожують німецьким окупаційним військам в Польщі.
У першому етапі операції «Багратіон» мали брати участь багато партизанських з'єднань у Білоруській РСР, яким доручили розпочати «рейкову війну» — кампанію із пошкодження залізниць і німецьких засобів зв'язку.

## Перший етап

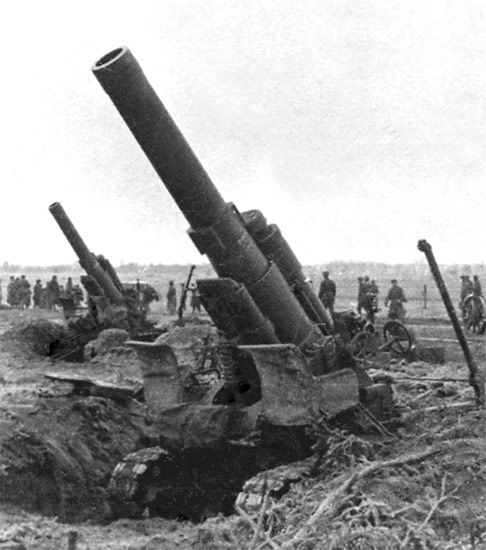
Важкі 203-мм гармати 3-го Білоруського фронту

На першому етапі Білоруської операції (23 червня — 4 липня) оборона противника була прорвана на 700 км по фронту, на глибину 150—300 км.
Операція «Багратіон» почалася 22 червня 1944 року, в день нападу Німеччини на Радянський Союз в 1941 році. Основний наступ почався в ніч на 23 червня з масового артилерійського обстрілу німецьких оборонних споруд.

### Вітебсько-Оршанська операція
Війська 1-го Прибалтійського і 3-го Білоруського фронтів у районі Вітебська розгромили основні сили німецької 3-ї танкової армії і продовжували наступ на Полоцькому і Мінському напрямах.
На півночі, 1-й Прибалтійський фронт потіснив IX німецький корпус до Двіни, в той час як LIII корпус був оточений у Вітебську 25 червня. На півдні 3-й Білоруський фронт наступав через позиції VI-го корпусу, знищивши його. 27 червня захопили Вітебськ.
3-й Білоруський фронт одночасно розпочав операцію проти четвертої армії XXVII-го корпусу, розташованого біля Орші і дороги Москва — Мінськ. Попри завзяту німецьку оборону, Оршу здобули 26 червня і механізовані сили 3-го Білоруського фронту просунулися глибоко в тил німців, досягнувши річки Березина 28 червня.

### Могильовська операція
Основна мета Могильовської операції, було придання масовості наступу 2-им Білоруським фронтом під час проведення Вітебсько-Оршанської і Бобруйської наступальної операції. Частини 2-го Білоруського фронту пішли у наступ 23 червня, форсувавши Дніпро, проти двох найсильніших корпусів групи армій «Центр» — XXXIX-го танкового корпусу і XII-го корпусу.
Дніпро було форсовано 49-ю армією 27 червня, а 28 червня було вигнано нацистських окупантів з Могильова. XXXIX-ий танковий корпус і XII-ий корпус почали відступати до Березини під сильними авіаударами, але були оточені.

### Бобруйська операція
Бобруйський наступ проти 9-ї армії на південному фланзі групи армій «Центр» було розпочато 1-им Білоруським фронтом 23 червня, але радянські війська зазнали важких втрат при спробі проникнути в німецьку оборону. Рокоссовський наказав розпочати додаткове бомбардування і артилерійську підготовку та розпочати новий наступ наступного дня.
3-тя армія прорвалася на північ сектора, що займав XXXV-ий німецький корпус біля річки Березіна. 65-та армія прорвала позиції XXXXI-го танкового корпусу на півдні і до 27 червня два німецьких корпуси були оточені в котлі на схід від Бобруйська під постійними бомбардуваннями з повітря.
Деяким частинам 9-ї армії вдалося вирватися з Бобруйська 28 червня, але до 70 000 солдатів були вбиті або взяті в полон. Сили 1-го Білоруського фронту захопили Бобруйськ 29 червня після запеклих вуличних боїв.
Війська 1-го Білоруського фронту в районі Бобруйська розгромили основні сили 9-ї армії і розвинули наступ на Мінському і Барановицькому напрямах.
Війська 1, 2 та 3-го Білоруського фронтів оточили і знищили основні сили 4-ї армії на схід від Мінська, вигнали нацистських окупантів з більшої частини Білорусі.

### Мінська операція
З 28 червня основні рухомі частини 3-го Білоруського фронту (5-та гвардійська танкова армія разом із кавалерійською механізованою групою) підійшли до перетину Березини, а слідом і 11-та гвардійська армія. На півдні, рухомі частини 1-го Білоруського фронту почали закривати кліщі, оточуючи німецьку 4-ту армію. Німці кинули 5-ту танкову дивізію в Білорусь, щоб прикрити підступи до Мінська, а частини 4-ї армії почали відходити до Березини під авіаударами противника. Після форсування Березини, радянські війська оточили Мінськ. 2-й гвардійський танковий корпус першим увірвався в місто в ніч на 3 липня; наступного дня після боїв центр міста було остаточно очищене від німецьких ар'єргардів. 5-та гвардійська танкова армія і 65-та армія, що оточили Мінськ на заході, захопили всю німецьку 4-ту армію та більшу частину залишків 9-ї армії. Протягом найближчих кількох днів, котел на схід від Мінська був знищений: тільки частина із 100000-ї групи військ втекла.
Мінськ здобули війська РСЧА, і групу армій «Центр» знищено, можливо в одній із найбільших поразок вермахту в цілій війні.
За дванадцять днів, 22 червня — 4 липня 1944 року група армій «Центр» втратила 25 дивізій і 300 000 чоловік. Протягом кількох наступних тижнів німці втратили ще 100000 чоловік.

### Полоцька операція

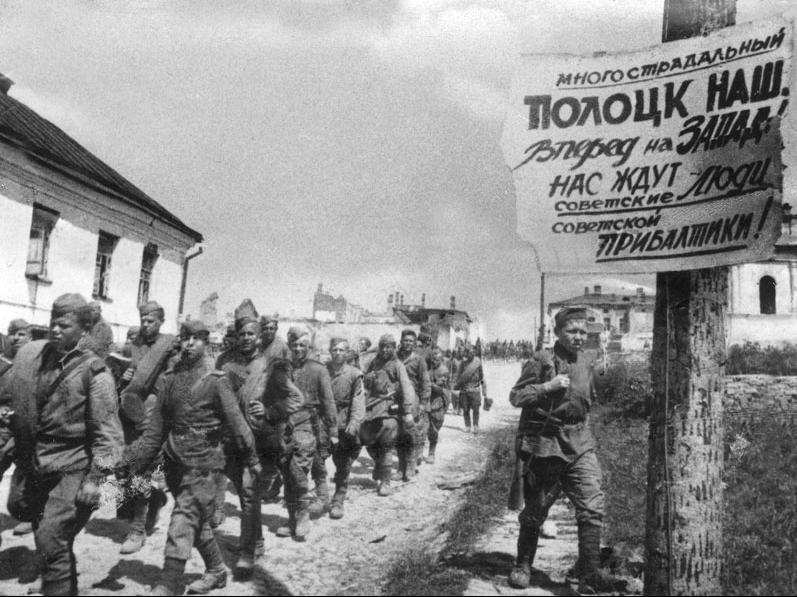
Солдати 1-го Прибалтійсько фронту марширують біля Полоцька

Полоцький наступ мав подвійну мету: взяття Полоцька, і прикриття північного флангу сил задіяних Мінському наступі проти можливого німецького контрнаступу групи армій «Північ».
1-й Прибалтійський фронт успішно переслідував відступаючі залишки 3-ї танкової армії до Полоцька, який було досягнуто 1 липня. Німецькі війська намагалися організувати оборону використовуючи допоміжні підрозділи і кілька дивізій поспішно переведені з групи армій «Північ».
Частини 4-ї ударної і 6-ї гвардійської армій 1-го Прибалтійського фронту з боями увійшли в місто протягом найближчих декількох днів, і успішно очистили його від німецьких військ 4 липня.

## Другий етап
На другому етапі Білоруської операції (5 липня — 29 серпня) війська 1-го Прибалтійського фронту захопили Єлгаву і Тукумс, відрізавши противника від Східної Пруссії. Війська 3-го Білоруського фронту, продовжуючи наступ на широкому фронті, форсували ріку Німан і підійшли до Східної Пруссії з південного сходу. Війська 1-го Білоруського фронту вийшли на ріку Віслу, форсували її і захопили плацдарми в районі Пулави і Магнушева.

### Шяуляйська операція
Шяуляйський наступ проведено 1-им Прибалтійським фронтом з 5 липня по 31 липня проти залишків третьої танкової армії, його головною метою було оволодіння литовським містом Шяуляй.
43-тя, 51-ша і 2-га гвардійські армії наступали у напрямку Риги на узбережжі Балтійського моря разом із 3-ім гвардійським механізованим корпусом. 31 липня було досягнуто узбережжя Ризької затоки. 6-та гвардійська армія прикривала Ригу і розширила фланг проникнення в північному напрямку.
Поспішно організованими німецькими контратаками вдалося відновити розірваний зв'язок між залишками групи армій «Центр» і групи армій «Північ». Протягом серпня німці спробували повернути Шяуляй в операціях «Doppelkopf» і операції «Cäsar», але невдало.

### Вільнюська операція
Вільнюський наступ був проведений частинами 3-го Білоруського фронту після завершення Мінського наступу, проти залишків третьої і четвертої танкових армій.
Частини 4-ї армії, переважно 5-ї танкової дивізії, спробували утримати ключовий залізничний вузол Молодечно, але 5 липня він був захоплений частинами 11-ї гвардійської армії, 5-ї гвардійської танкової армії і 3-го гвардійського кавалерійського корпусу. Німецькі війська продовжували відступати, і радянські війська досягли Вільнюса, який утримували частини третьою танкової армії, 7 липня.

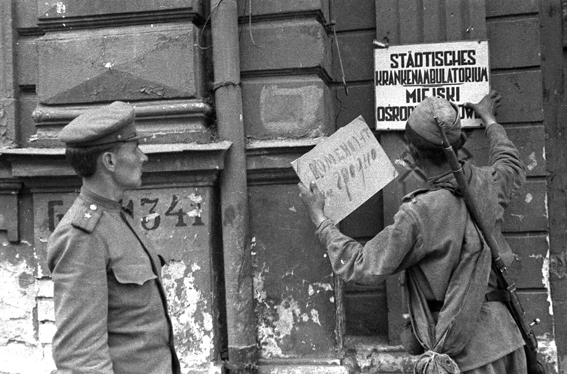
Створення комендатури м. Гродно радянськими солдатами у лікарні

8 липня місто було оточено, відрізано німецький гарнізон, якому було наказано триматися за всяку ціну. Радянські війська тоді пробилися в місто в інтенсивних вуличних боях (разом із Армією Крайовою, в операції «Гостра Брама»). 12 липня, шоста танкова дивізія почала контрнаступ і тимчасово відкрила коридор для виходу обложених військ, але більшість з них були втрачені, коли, нарешті, здобули місто 13 липня (ця фаза операція знана як битва за Вільнюс).

### Білостоцька операція
Білостоцька наступальна операція проводилася 2-им Білоруським фронтом з 5 липня по 27 липня з метою захопити польське місто Білосток. 40-й і 41-й стрілецький корпус з 3-ї армії, на в лівому крилі фронту, взяв штурмом Білосток 27 липня, після двох днів боїв.

### Люблін-Берестейська операція

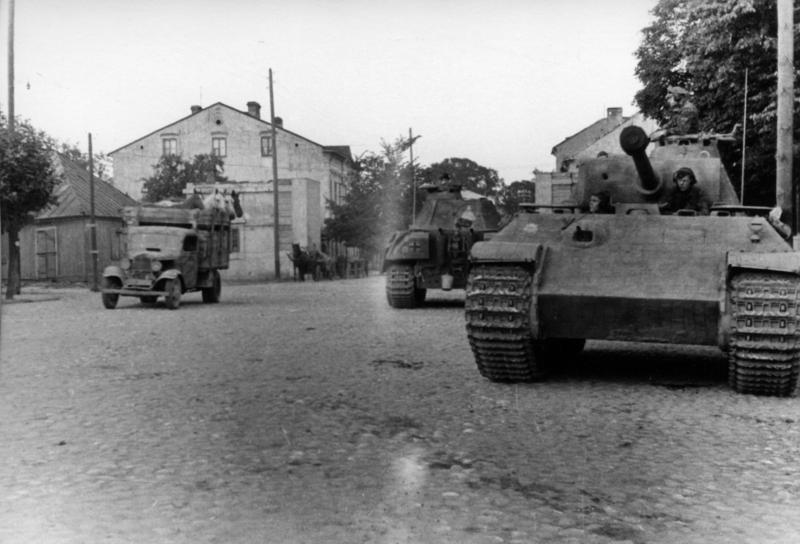
Танк СС-дивізії «Мертва Голова» в Седльце(25-29 липня 1944)

Люблін-Берестейська наступальна операція була проведена 1-м Білоруським фронтом у період з 18 липня по 2 серпня, і здійснювалася для розвитку початкових завоювань операції «Багратіон» до східної Польщі і Вісли. 47-ма і 8-ма гвардійські армії 21 липня досягли річки Західний Буг, а остання 25 липня досягла східного берега Вісли. Після захоплення Любліна 24 липня, 2-й танковій армії було наказано повернути на північ, у напрямку Варшави, щоб відрізати відступ військ групи армій «Центр» в Берестейській області. Берестя було захоплено 28 липня і на лівому крилі фронту 2 серпня було захоплено плацдарм на Віслі. Цим фактично завершена операція, решту частину літа була присвячена оборонним зусиллям по відбиттю серії німецьких контратак на плацдармах. Операція закінчилася поразкою німецької групи армій «Північна Україна» і створенням радянських плацдармів на річці Вісла на захід від Сандомира.

### Каунаська операція
Каунаський наступ було проведено 3-ім Білоруським фронтом з 28 липня по 28 серпня, в напрямку литовського міста Каунас, після завершення наступу на Вільнюс.
У розпал операції «Багратіон» війська 1-го Українського фронту розгорнули наступ у Західній Україні. Радянським військам тут протистояла німецька група армій «Північна Україна». Радянські війська 13-18 липня прорвали оборону противника, вийшли на підступ до Львова, оточили в районі Бродів 8 його дивізій і до кінця липня знищили їх. Продовжуючи наступ, частини 1-го Українського фронту 27 липня вибили німців зі Львова, Станіслава, Перемишля. У результаті група армій «Північна Україна» була розчленована на дві частини, одна з яких відступала до Вісли, інша — до Карпат.
В ході 2-го етапу радянські війська просунулись на глибину 600 км і розширили фронт наступу до 1300 км. В Білоруській операції було розгромлено понад 80 дивізій ворога, з яких 30 оточено й знищено. Перемогою в Білоруській операції Радянська Армія створила умови для просування на територію Німеччини.